# Jan Šimák
Jan Šimák (13 de octubre de 1978, Tábor) es un futbolista checo. Se desempeña como mediapunta y centrocampista en el TJ Sokol Lom de las ligas inferiores de República Checa.

## Clubes

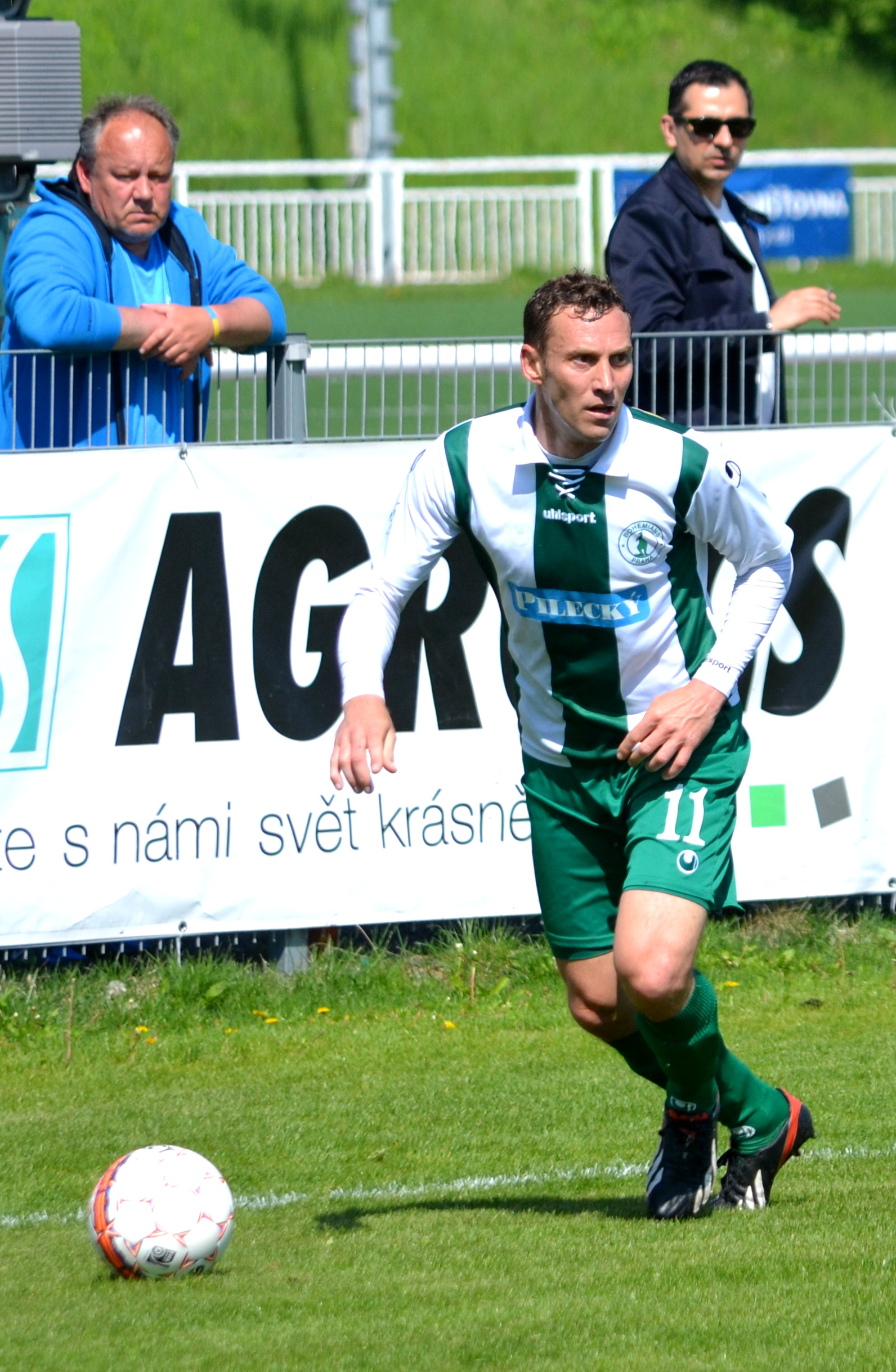
Jan Šimák (2015)

| Club                        | País            | Año           |
| --------------------------- | --------------- | ------------- |
| FK Chmel Blšany             | República Checa | 1996-2000     |
| Hannover 96                 | Alemania        | 2000-2002     |
| Bayer Leverkusen            | Alemania        | 2002-2003     |
| Hannover 96                 | Alemania        | 2003-2004     |
| AC Sparta Praga             | República Checa | 2004-2007     |
| FC Carl Zeiss Jena          | Alemania        | 2007-2008     |
| VfB Stuttgart               | Alemania        | 2008-2009     |
| 1. FSV Mainz 05             | Alemania        | 2010-2011     |
| FC Carl Zeiss Jena          | Alemania        | 2011-2012     |
| FK MAS Táborsko             | República Checa | 2012-2014     |
| Bohemians Praga             | República Checa | 2014-2015     |
| Dynamo České Budějovice     | República Checa | 2015-2016     |
| USV Atzenbrugg-Heiligeneich | Austria         | 2016-2017     |
| TJ Sokol Horní Jiřetín      | República Checa | 2017          |
| TJ Sokol Chotoviny          | República Checa | 2017          |
| TJ Sokol Lom                | República Checa | 2018-presente |

- Datos: Q962259
- Multimedia: Jan Šimák / Q962259